# Prólogo

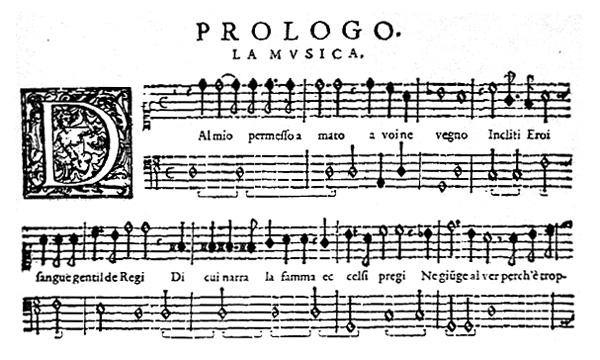
Primeras dos líneas del prólogo de la ópera Orfeo de Claudio Monteverdi, publicado en 1609 por Ricciardo Amadino.

Un prólogo (del griego πρόλογος prólogos, de pro: ‘antes y hacia’ (en favor de), y lógos: ‘palabra, discurso’) es un breve texto preliminar de un libro, escrito por el autor o por otra persona, que sirve de introducción a su lectura. Sirve para justificar la aportación al haberla compuesto y al lector para orientarse en la lectura o disfrute de ella. 
El prólogo es además el escalón previo que sirve para juzgar, expresar o mostrar algunas circunstancias importantes sobre la obra, que el prologuista quiere destacar o desea hacer énfasis para animar a la lectura.
Cuando el autor es novel, el prólogo suele escribirlo un escritor reconocido para presentarlo, o lo que es lo mismo, una tercera persona que no es el autor, ya que de esta manera se intenta dar un punto de vista objetivo, pero en los restantes casos suele hacerlo el mismo autor que ha creado la obra. El prólogo se compone siempre después de haber acabado la obra, no antes, y puede haber más de uno, sobre todo si la obra literaria ha tenido éxito y se ha reeditado o reimpreso varias veces, por lo que cada edición nueva lleva su propio prólogo que van uno a continuación de los otros. Cuando los prólogos de autor se acumulan, el escritor así ofrece una perspectiva diacrónica de su relación con la obra literaria compuesta, y sobre su acogida a través de los años. Eso sucede, por ejemplo, en la novela La Colmena, de Camilo José Cela. Si el objetivo del prólogo es defender una obra, se le denomina galeato.

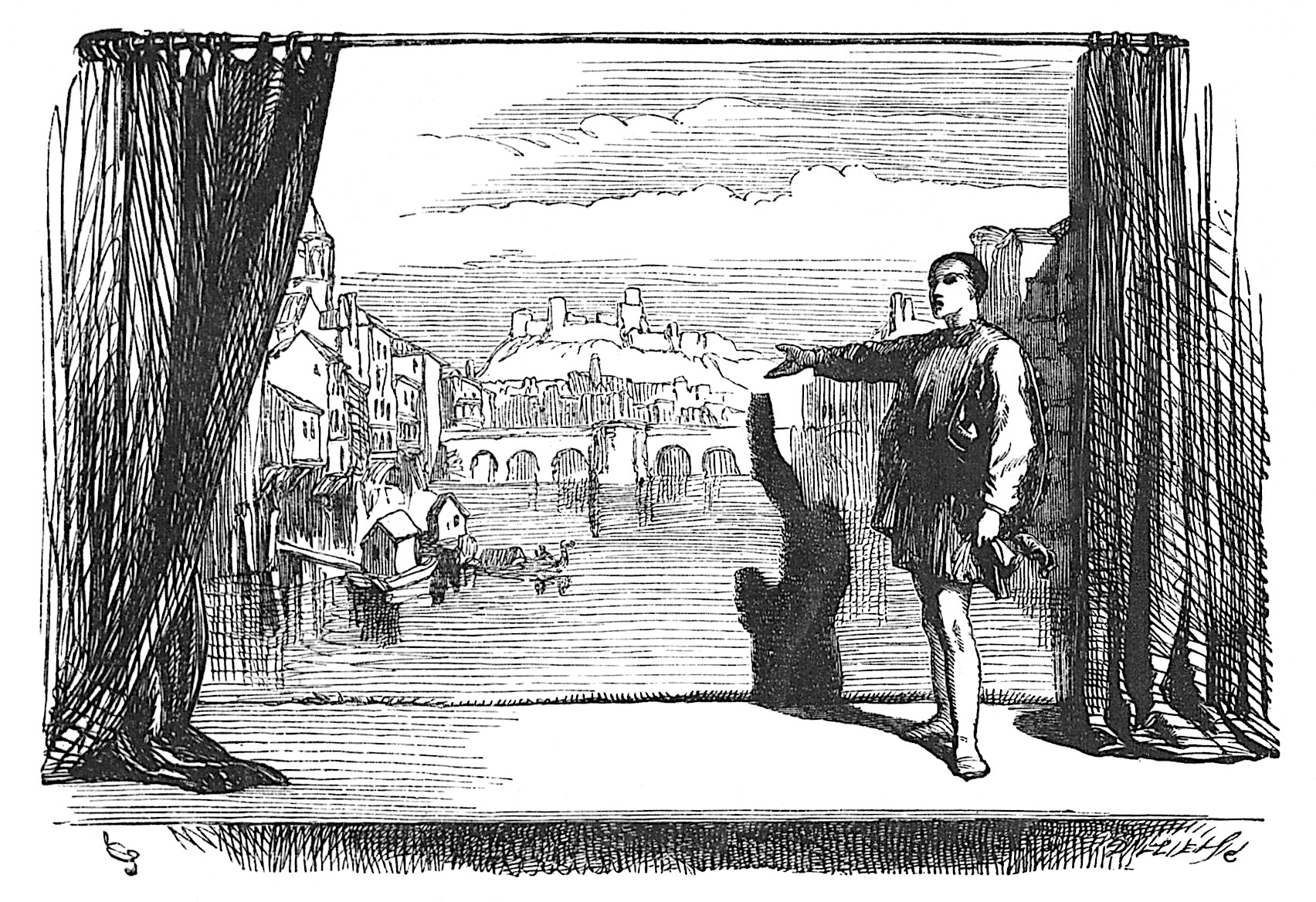
Prólogo de la obra Romeo y Julieta de William Shakespeare; ilustración circa 1864.

El prólogo se sitúa entre un conjunto de textos iniciales de la obra que se denomina habitualmente como presentes. Posee un carácter menos literario que la introducción, que es una presentación del contenido más que del autor, y debe distinguirse claramente del prefacio, o escrito preliminar que expresa la intención de una obra con anterioridad a que esta haya sido escrita.
El prólogo forma parte de lo que Gérard Genette denomina paratexto; esto es, cualquier texto que se sitúa en la periferia de la obra literaria y que ayuda a un mejor abordaje del texto central: el título, el subtítulo, la dedicatoria, el lema, el prólogo o prólogos, el epílogo o ultílogo, las notas, glosas o escolios al margen o al pie, las sobrecubiertas, las fajas, los capítulos desechados, los borradores, etc.

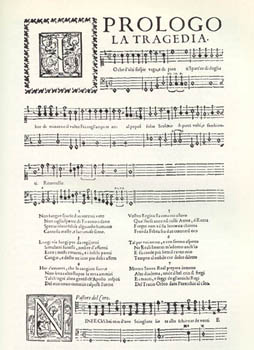
Prólogo de la ópera Eurídice (1600), de Jacopo Peri

Para este autor, un prólogo permite interpretar un texto e inscribirlo en un género.
Para Maite Alvarado,“ el prólogo cumple, por lo general, con dos funciones básicas: una función informativa e interpretativa respecto del texto principal y una función persuasiva o argumentativa, destinada a captar la atención del lector”.
La elección de la persona que escribirá el prólogo puede depender del propio autor o de su editorial. Es importante tener en cuenta que el prólogo siempre se escribe una vez que la obra está terminada, entonces el autor caracteriza su obra y realiza una breve crítica o reseña sobre el texto. Cuando el libro tiene diversas reimpresiones o reediciones, es común que se cuente con más de un prólogo.
El prólogo forma parte de los textos preliminares de la obra. Hay que diferenciarlo, de todos modos, de la introducción y del prefacio. La teoría literaria califica a los prólogos como paratextos, ya que se encuentran en la periferia del texto principal (como la dedicatoria o las notas al margen).